# Marlène Jobert
Marlène Jobert (Alger, 4 de novembre de 1940) és una actriu i escriptora francesa.

## Formació i primers anys
Marlène Jobert estudià al Conservatori de Dijon i, mentrestant, cursava també Belles Arts. Als 19 anys es va traslladar a París, per estudiar al Conservatori, mentre treballava com a model fotogràfica.

## Carrera artística
Va començar la seva carrera al teatre a l'obra Des clowns par milliers, l'any 1963, amb Yves Montand. Després, l'any 1966, filmà Masculin Féminin, de Jean-Luc Godard. Al 1967 participà a la pel·lícula Le Voleur, de Louis Malle, amb Jean-Paul Belmondo i Geneviève Bujold.
Es va fer famosa el 1968 amb rols principals als films Alexandre le Bienheureux, d'Yves Robert, Faut pas prendre les enfants du bon Dieu pour des canards sauvages, de Michel Audiard, L'Astragale, de Guy Casaril', i The Rain Passenger, de René Clément.
Als anys setanta continua interpretant pel·lícules com Le poudre d'escampette, de Philippe de Broca, La décade prodigieuse, de Claude Chabrol, Nous ne vieillirons pas ensemble, de Maurice Pialat, Le bon et les méchants, de Claude Lelouch... Al mateix temps va crear la seva pròpia productora, MJ, i també publicà un disc com a cantant, al 1986, Tout pour se plait.
A mitjans dels anys 80 va anar deixant el cinema i participà en la seva darrera pel·lícula el 1989, Les cigognes n'en font qu'à leur tête. Tornà als anys 90 a la interpretació, en les sèries de televisió Avocat d'office o Les Marmottes.

## Escriptora
En una altra etapa de la seva vida es dedicà a escriure contes per a nens, amb la qual cosa esdevingué coneguda per milions de joves lectors. Diverses escoles bressol porten el nom de l'actriu a França. El novembre de 2014 va publicar la seva autobiografia, Kisses of the Sun.
És mare de l'actriu Eva Green i tia de la cantant Elsa Lunghini.

## Reconeixements
- 2014 Comandant de l'Orde de les Arts i les Lletres[2]
- 2007 Premi César Honorari per tota la seva trajectòria[2]